# Palazzo Ceci e Rossi
Palazzo Ceci e Rossi è un edificio civile del centro storico di Firenze, situato in un isolato tra via Roma 1-3, via de' Tosinghi 2, via de' Brunelleschi 2-4, via de' Pecori 1. Il palazzo sorge sul sito dell'antico Ghetto ebraico di Firenze.

## Storia e descrizione

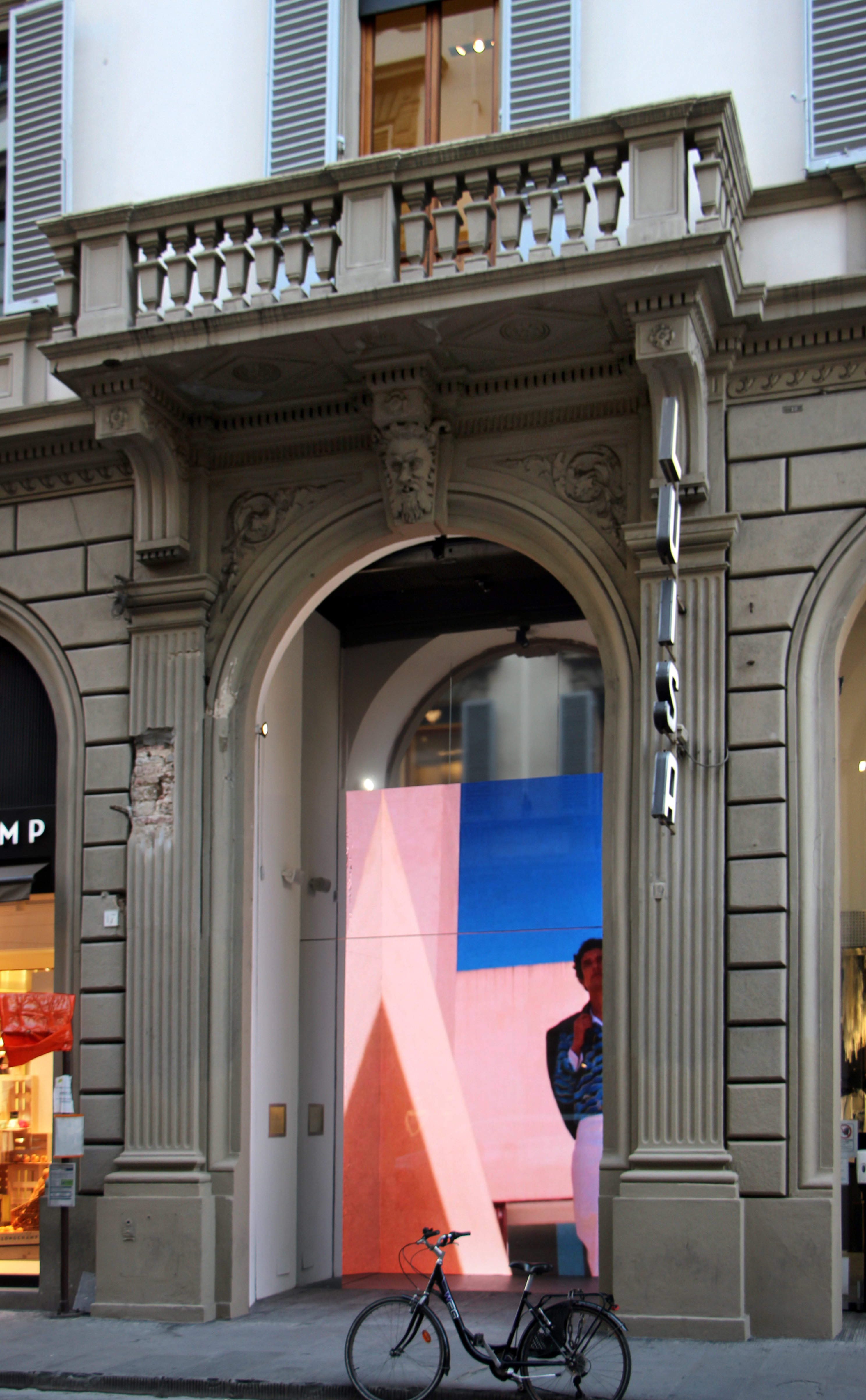
Il portale su via Roma, già ingresso della galleria e oggi del negozio Luisa Via Roma

Si tratta di un grande edificio eretto nel 1893 dalla ditta imprenditrice Ceci e Rossi nell'ambito degli interventi di "risanamento" dell'antico centro di Firenze, che in origine si caratterizzava - pare - per una galleria che da via Roma giungeva fino a via de' Brunelleschi. L'edificio si organizza su sei scale con gli ingressi su tutti e quattro i lati (due sui lati più lunghi di via Roma e via Brunelleschi), evidenziati da ampi portali ad arco sostenenti spesso balconi, e decorati da mascheroni neomanieristi, tutti fatti con lo stesso modello. Altri mascheroni si trovano nelle chiavi di volta degli archi al piano terra, modellati anche questi in maniera identica e raffiguranti la testa di un green man. Gli spazi interni sono modellati attorno a una corte doppia a forma di "H". All'angolo tra le vie Pecori e Brunelleschi il palazzo è dotato di una torretta panoramica che si eleva dalla terrazza all'ultimo piano.
Questo il severo giudizio sull'imponente casamento di Marcello Jacorossi: «Sull'area del distrutto Ghetto, esecrato dagli scrittori umanitari, gli architetti della fine del secolo non trovarono di meglio che edificare un moderno ghetto, squallido falansterio di uffici e studi, nel quale la maggior parte delle stanze è malamente illuminata da pozzi di luce, nonostante che almeno trecento aperture siano praticate sulle quattro facciate. Il palazzo, il più grande del centro dopo quello delle Poste, occupa tutto l'isolato e ricalca quasi esattamente il tracciato di una 'insula' della città romana». 
Giudizio che anche in tempi più recenti (nonostante i primi tentativi di rilettura critica di queste architetture tardo ottocentesche) sembra difficile da superare: «Le centine, i timpani e gli architravi delle duecentosettanta finestre distribuite in rigorosa serie su cinque piani sopra gli archi dei cinquantaquattro sporti del piano terra (nello stabile che a tutt'oggi in fregio al San Giovanni, forma l'angolo fra via de' Pecori e via Roma) non potevano che essere l'esito della speculazione più rozza».
Sul lato di via Roma ha sede il negozio "Luisa Via Roma" (numeri civici 19 e 21 rossi), progettato nella prima metà degli anni '80 dall'architetto Claudio Nardi con la collaborazione di Maurizio De Marco e Silvì Duvernoy (con restyling successivi). Su questo lato si trova anche il consolato di San Marino. Sull'angolo con via Roma e via de' Pecori è stato invece a lungo (fino a rendere noto il palazzo con il nome di questo esercizio commerciale) il Bar Pasticceria Bruzzichelli, uno dei più rinomati locali fiorentini negli anni cinquanta e sessanta del Novecento.

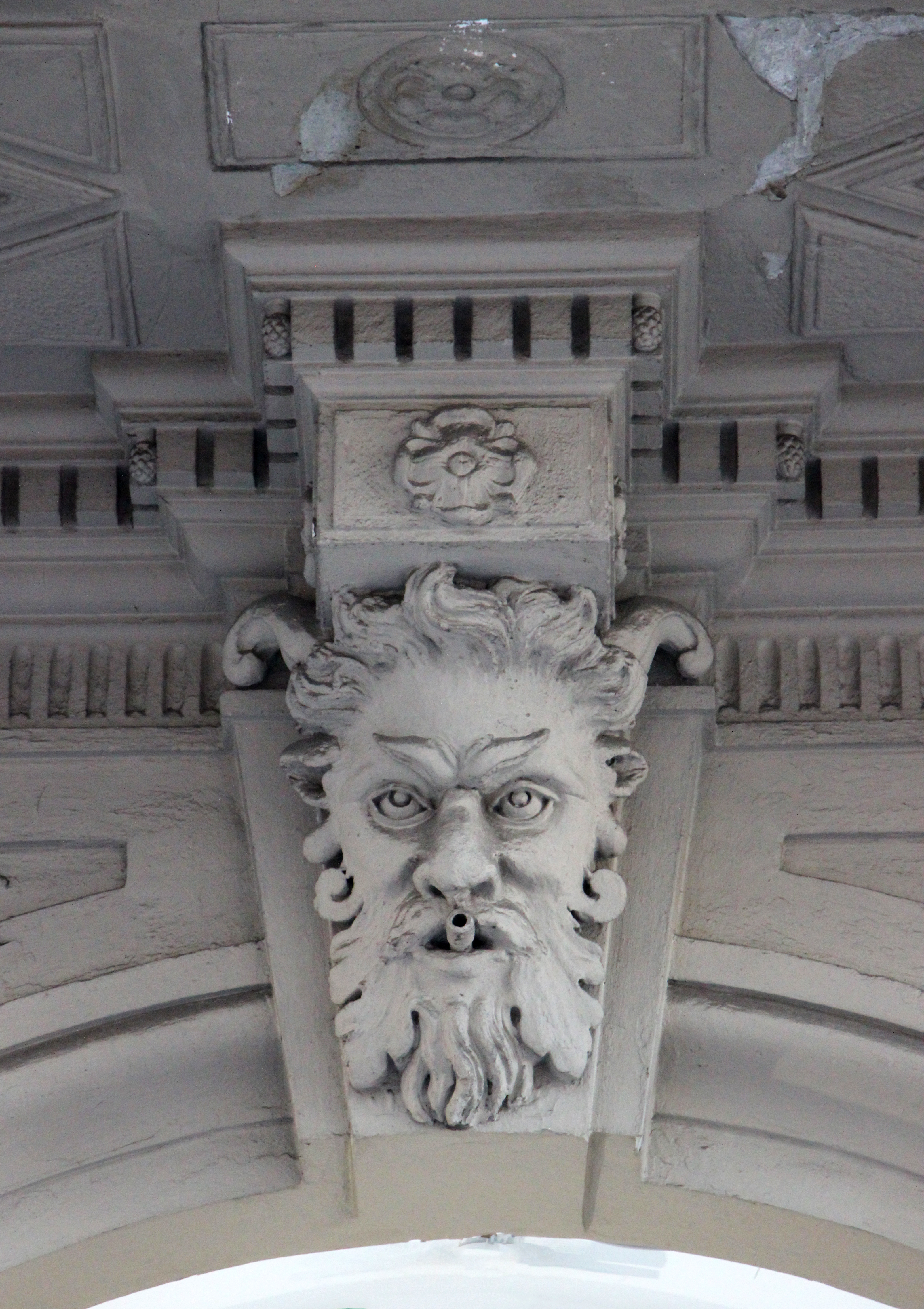
Mascherone su via Roma
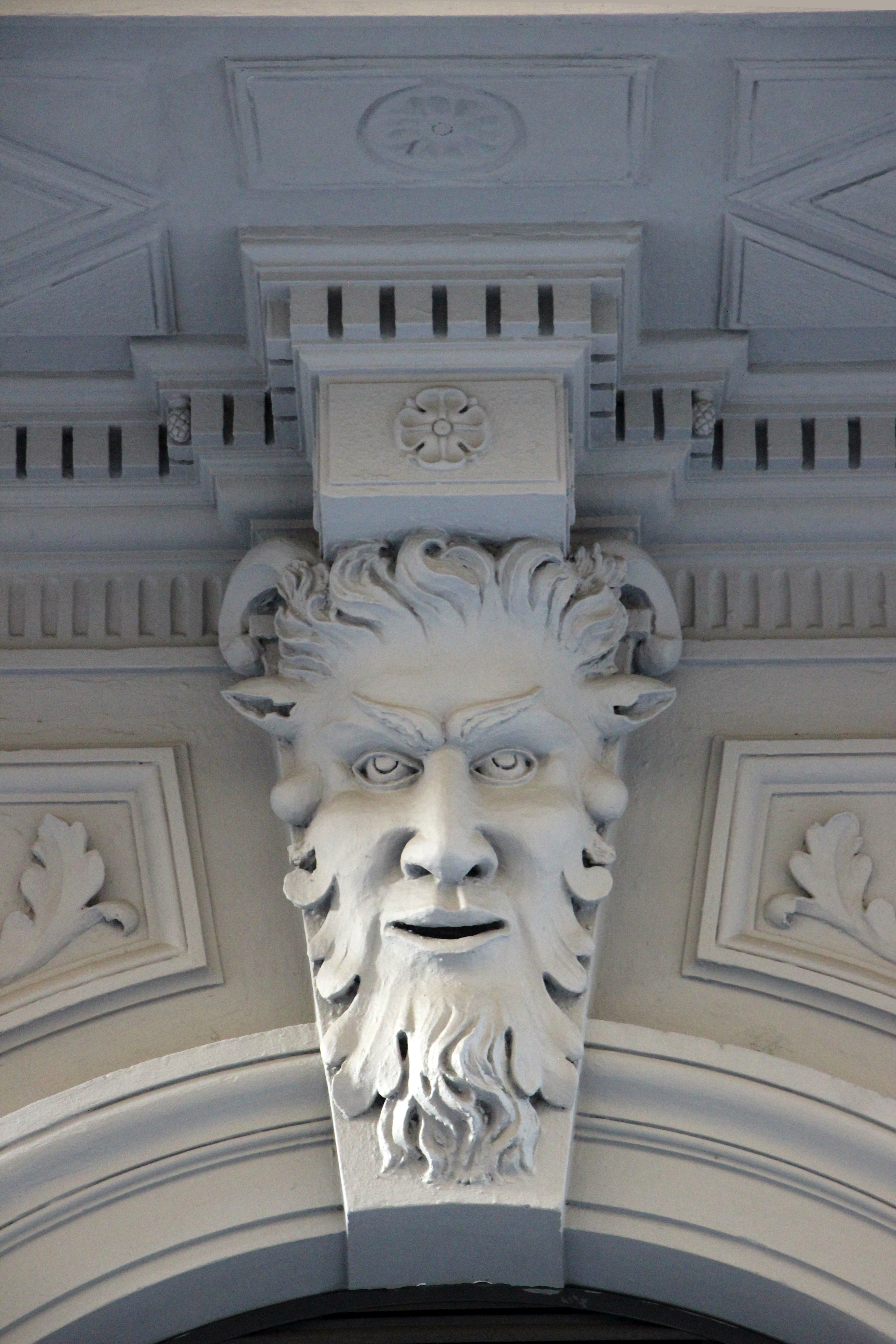
Mascherone su via dei Tosinghi
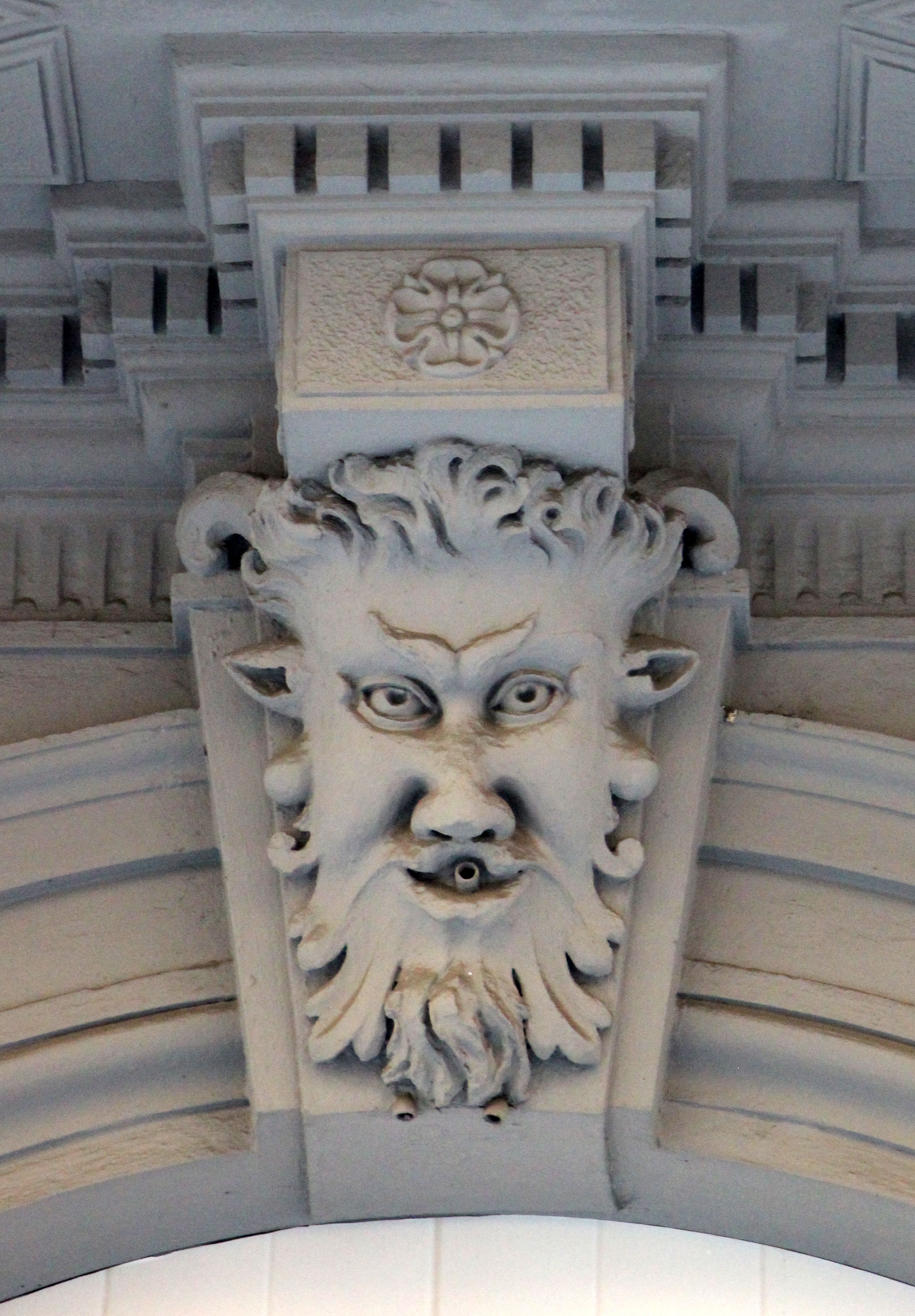
Mascherone su via dei Brunelleschi
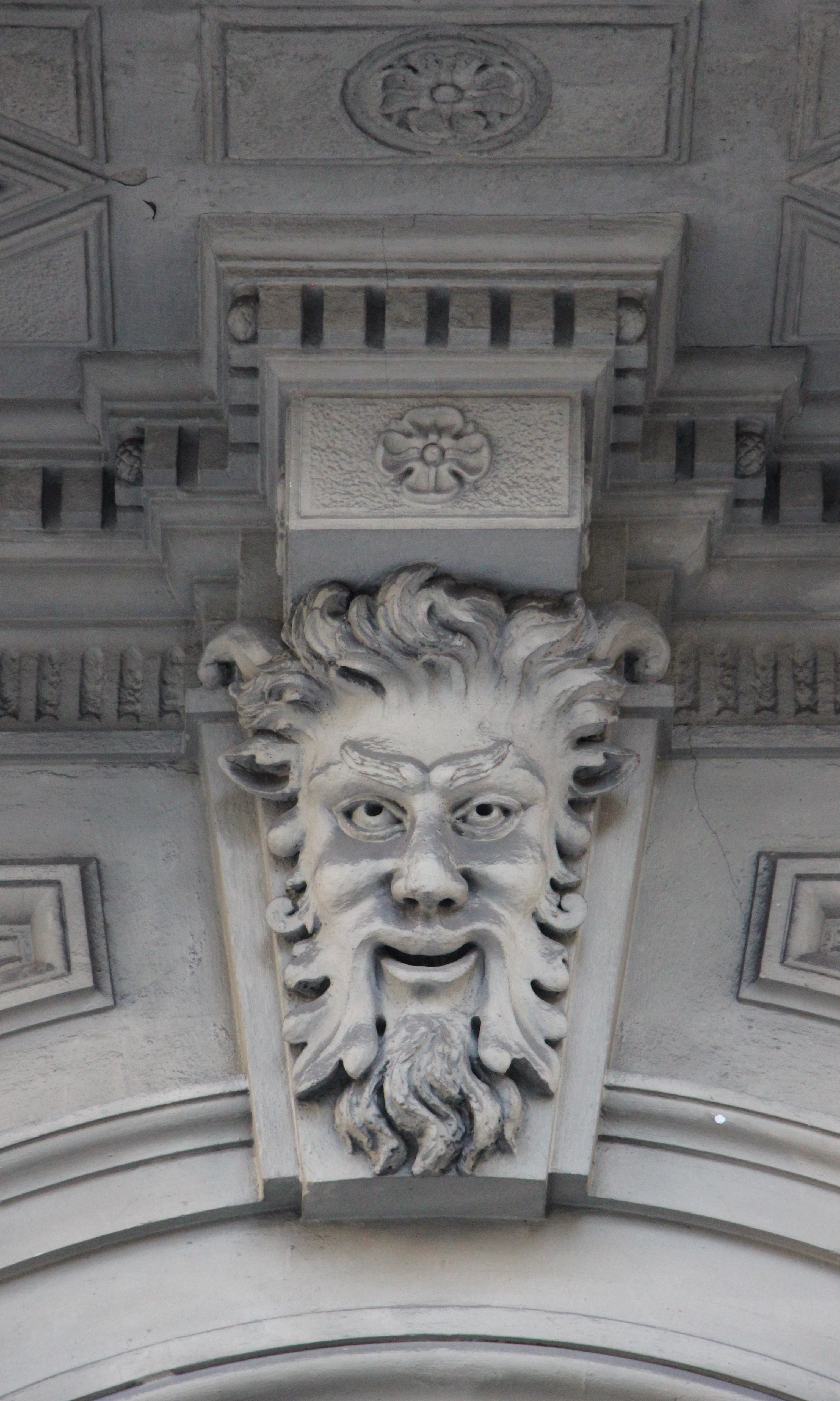
Mascherone su via dei Pecori
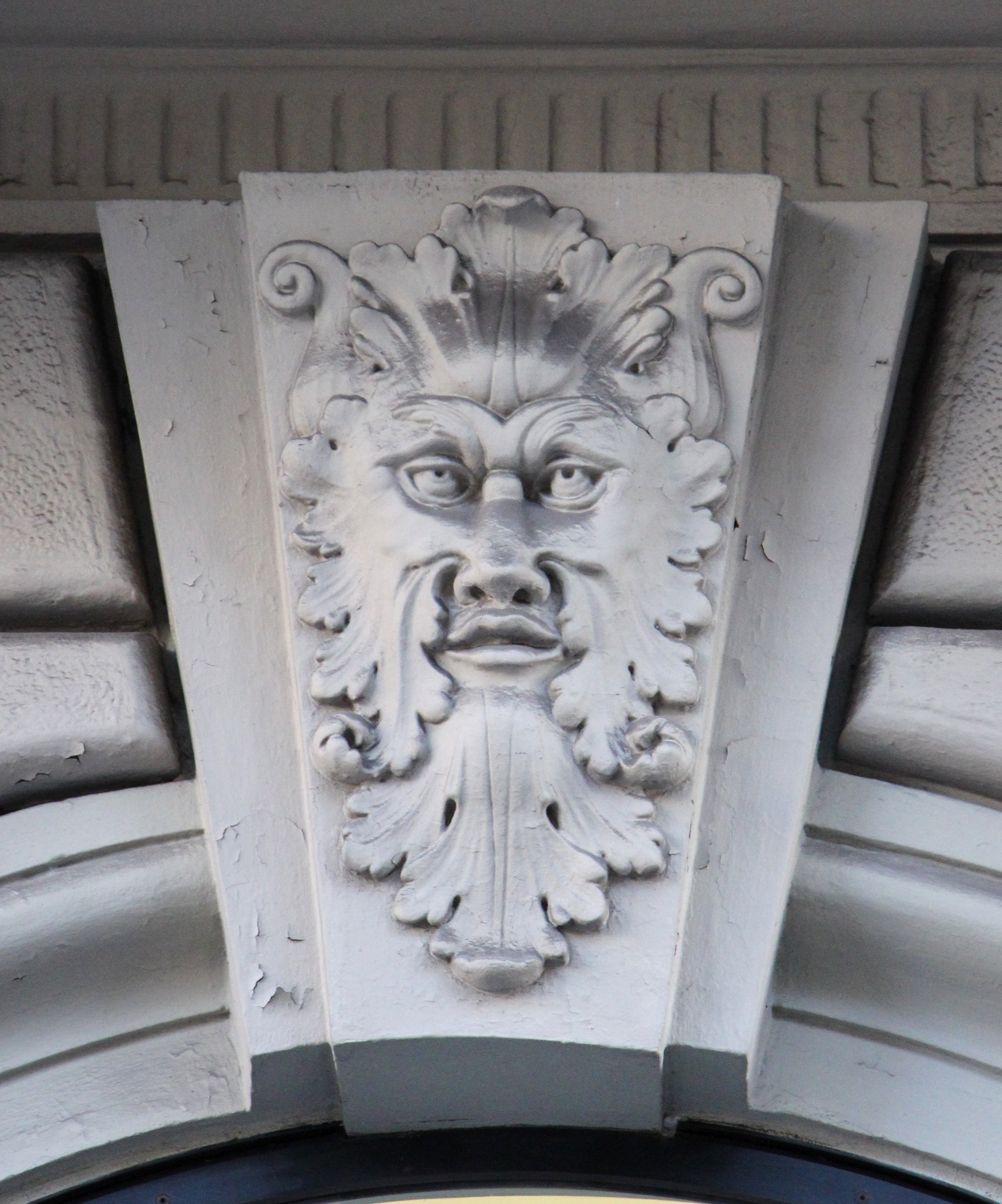
Mascherone sugli archi dei fondi commerciali

## Bibliografia

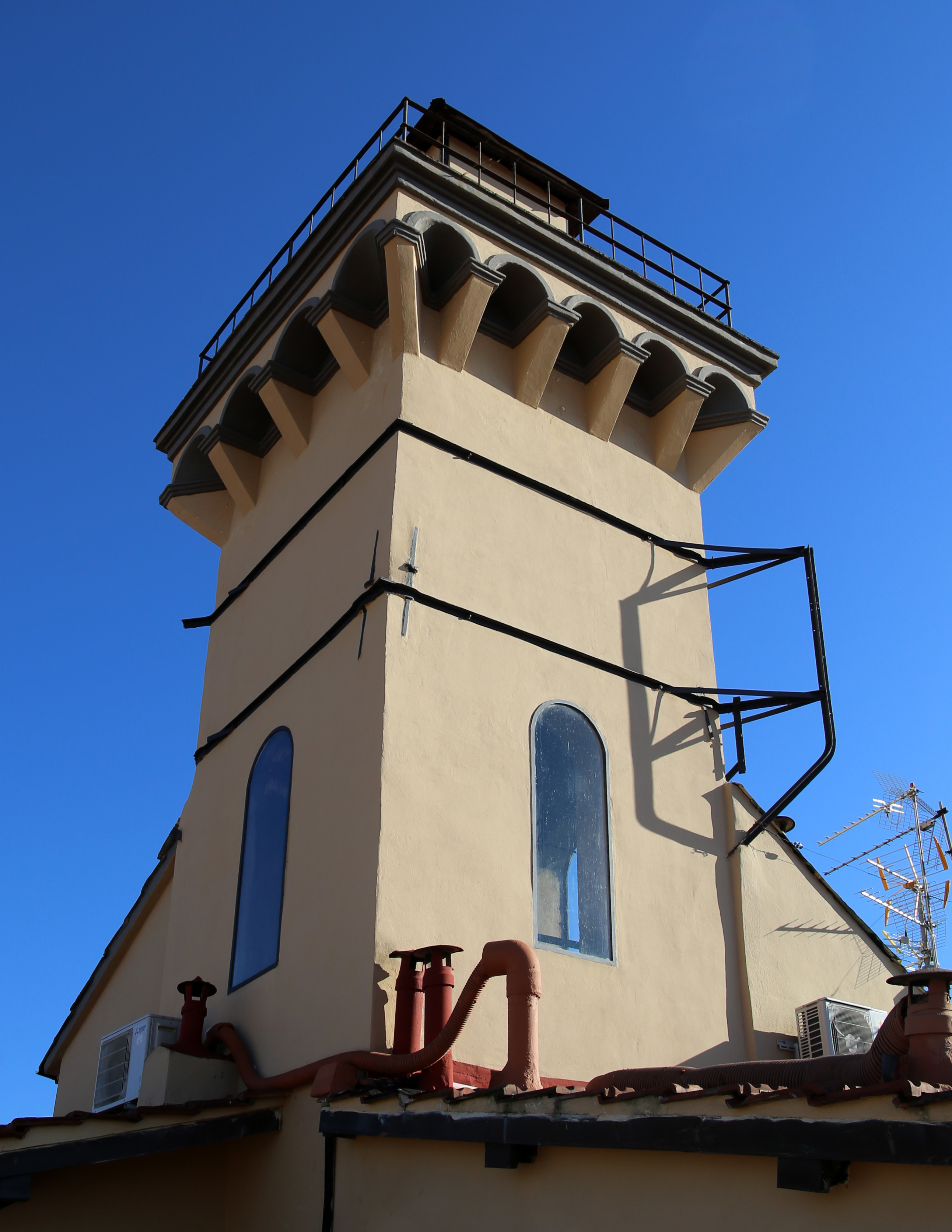
La torretta